# Simona Amânar
Simona Amânar (Constanța, 7 oktober 1979) is een voormalig turnster uit Roemenië. Ze vertegenwoordigde haar vaderland op de Olympische Zomerspelen 1996 in Atlanta en de Olympische Zomerspelen 2000 in Sydney. Op deze laatste Olympische Spelen sprong zij als eerste een achterwaartse salto met twee en een halve draai, dit element op de sprong heet tegenwoordig de Amanar.
In 2002 trouwde ze met advocaat Cosmin Tabără en samen hebben zij een zoon, Alexandru Iosif (2002).
Tegenwoordig is Amânar vicepresident van de Roemeense gymnastiek federatie en kreeg ze in 2007 een plaats in de 'International Gymnastics Hall of Fame'.

## Resultaten

### Olympische Zomerspelen
| Jaar | Plaats  | Resultaten                                                               |
| ---- | ------- | ------------------------------------------------------------------------ |
| 1996 | Atlanta | Team meerkamp · Individuele meerkamp · Sprong · 5e Brug ongelijk · Vloer |
| 2000 | Sydney  | Individuele meerkamp · Team meerkamp · 6e Sprong · Vloer                 |

### Wereldkampioenschappen
| Jaar | Plaats   | Resultaten                                                  |
| ---- | -------- | ----------------------------------------------------------- |
| 1994 | Dortmund | Team meerkamp                                               |
| 1995 | Sabae    | Team meerkamp · 4e Individuele meerkamp · Sprong · 6e Vloer |
| 1996 | San Juan | Sprong                                                      |
| 1997 | Lausanne | Team meerkamp · Individuele meerkamp · Sprong               |
| 1999 | Tianjin  | Team meerkamp · 14e Individuele meerkamp · Sprong · Vloer   |

### Europese kampioenschappen
| Jaar | Plaats          | Resultaten                                                                  |
| ---- | --------------- | --------------------------------------------------------------------------- |
| 1994 | Stockholm       | Team meerkamp                                                               |
| 1996 | Birmingham      | Team meerkamp · 4e Individuele meerkamp · Sprong · Brug ongelijk · 7e Vloer |
| 1998 | Sint Petersburg | Team meerkamp · Individuele meerkamp · sprong                               |
| 2000 | Parijs          | Team meerkamp · 8e Individuele meerkamp · Sprong · Balk · 5e Vloer          |

### Top scores
Hoogst behaalde scores op mondiaal niveau (Olympische Spelen of Wereldkampioenschap finales).
| Onderdeel            | Score  | Wedstrijd                   | Locatie |
| -------------------- | ------ | --------------------------- | ------- |
| Individuele meerkamp | 39.067 | Olympische Zomerspelen 1996 | Atlanta |
| Sprong               | 9.825  | Olympische Zomerspelen 1996 | Atlanta |
| Brug ongelijk        | 9.787  | Olympische Zomerspelen 1996 | Atlanta |
| Vloer                | 9.850  | Olympische Zomerspelen 1996 | Atlanta |